# Иван Сухиванов
Иван Сухиванов е български поет, писател, лит.критик и публицист.

## Биография
Роден е на 6 септември 1961 г. в Бургас.
Завършва Българска филология. Работил е като преподавател по Антропология и фолклор на българите в Бургаския свободен университет, както и по История на българската литература след Първата световна война, а от 2024г. и лектор в Държавен Университет "Проф.Ас.Златаров".
Главен редактор на списание „Море“ от началото на 2009 г. до 4.2.2025г. . Секретар на Дружеството на бургаските писатели–(2000-2015); Членува в  Сдружение на българските писатели.*(София). Съставител на антологии за поезия и проза.
През 2018 г. защитава докторска дисертация: „Лозунгите“ на Мария Судаева (философски и литературен контекст)“ в Шуменския университет.
През 2021г. е включен в Речник на българската литература след Освобождението на Институт за л-ра (БАН)
Негови текстове са превеждани на десетина езици. 
Свири на солокитара и музицира в стил блус и хард рок.

## Награди
- 1989 – Голямата награда на Национален литeратурен студентски конкурс – Шумен
- 1997 – Общинската награда „Пегас“ за активно участие в националната литературна периодика
- 2000 – Първа награда на конкурса „Яворови дни“ (Поморие)
- 2000 – Носител е на наградата „Пегас“ на Годишните литературни награди на Община Бургас за стихосбирката „Лакуни“
- 2000 – Носител е на литературната награда за поезия „Никулден“ за стихосбирката „Лакуни“
- 2001 – Носител е на наградата за дебютна книга с поезия „Светлоструй“(Русе).
- 2005 – Сборникът с разкази „Къси истории“ е сред номинираните за годишните награди на Сдружението на българските писатели
- 2009 – Носител е на наградата „Петко Росен“ за нехудожествена проза на Годишните литературни награди на Община Бургас за книгата си с лит. критика „Ходове на въображението“[3]
- 2010 – Носител е на Годишната награда „Христо Фотев“ за поезия на Община Бургас за книгата си „Ексил“[4]
- 2012 – Номиниран с "Ексил" за наградата от Националния конкурс „Христо Фотев“[5]
- 2013 - Плакет „Пегас“ на община Бургас за сборника с разкази „Бягства“.
- 2012 – Носител е на втора награда от националния конкурс за сб. с разкази „Минко Неволин“ (Карнобат)[6]
- 2013 – Номинация за „Бягства“ в международен конкурс за белетристика „Елиас Канети“ (Русе).
- 2013 – Носител е на наградата „Христо Фотев“ за поезия на Годишните литературни награди на Община Бургас за книгата си „Томи. Нощна смяна“[7]
- 2014 - Номинация за "Златен Пегас" за цялостен принос към бълг.култура;
- 2016 – Лауреат на национална награда за поезия „Христо Фотев“[8], [9], [10]
- 2017 – Номиниран е за годишните награди на Портал „Култура“ за сборника с разкази „Стилът на невъзможното“[11]
- 2018 – Номиниран е за годишните награди на Портал „Култура“ за проза за книгата „Обратно броене“
- 2018 – Номиниран е за Националната награда за поезия „Иван Николов“
- 2019 – Първа награда на конкурса „Морето“, Ахтопол
- 2020 – Номиниран е за годишните награди на Портал „Култура“ за проза за книгата „Хендрикс и още свобода“
- 2020 – Номинация за „И още свобода“ за сб. с разкази в първото издание на Нац. конкурс „Йордан Радичков“, Берковица.
- 2022 - Годишна награда за поезия на Община Бургас - плакет "Христо Фотев" за стихосбирката "Да бъдем силни поети"
- 2024- Номиниран за "Златен Пегас" - Бургас
- 2025 - "Късни влакове, дъждовни..." - разкази.
- 2025 - "Вода през пръстите" - стихове, Жанет45